# Лечберзький тунель

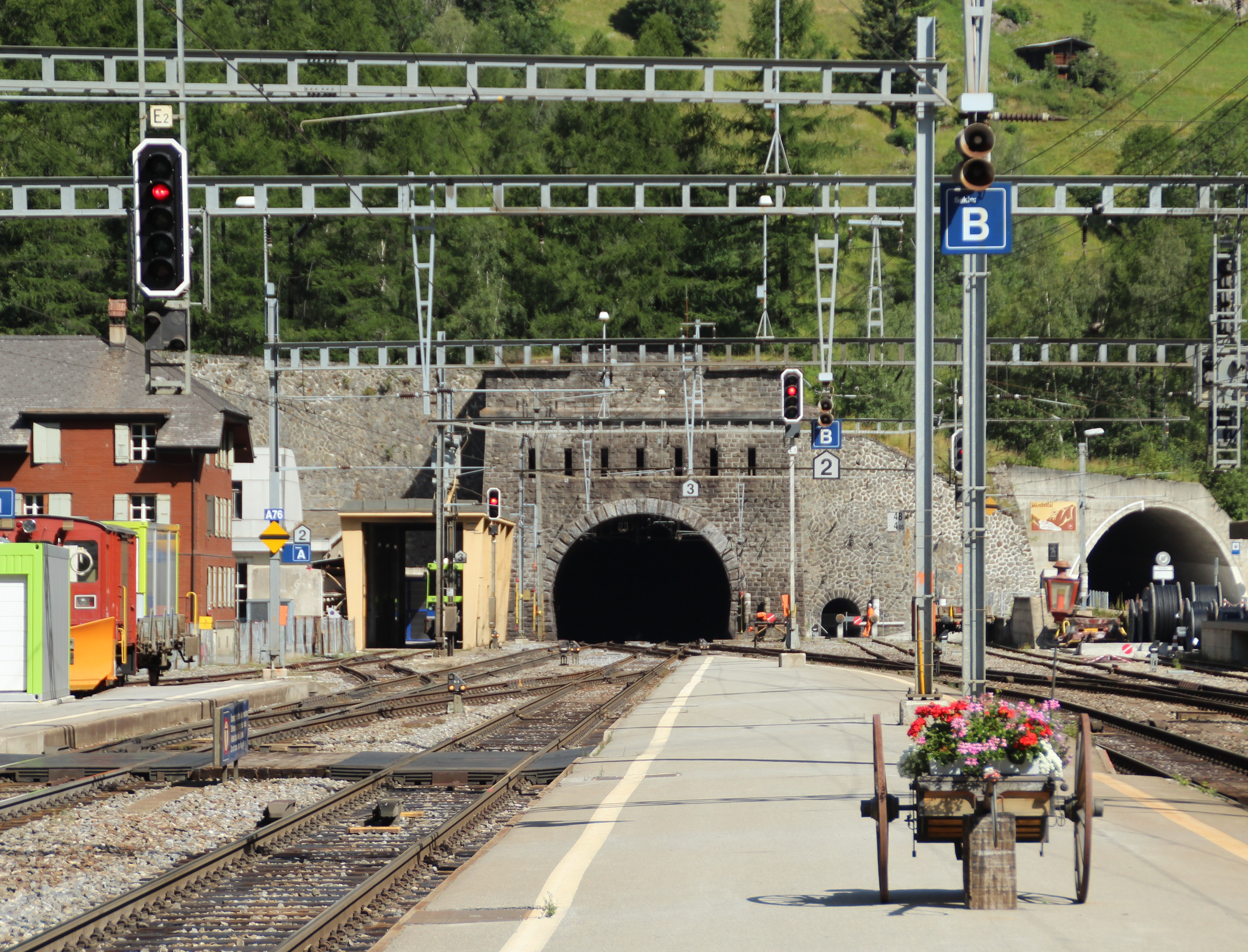
Південний портал тунелю Лечберг у Гоппенштайн

46°25′49″ пн. ш. 7°43′05″ сх. д. / 46.430278° пн. ш. 7.718056° сх. д.
Лечберзький тунель — залізничний тунель завдовжки 14,6 км, який перетинає Альпи. Сполучає Кандерштег, кантон Берн, з Гоппенштайн, кантон Вале, Швейцарія. Двоколійний. Розташований на Лечбергбані.
Будівництво розпочалося у 1906 році і мало певні затримки, через декілька аварій. Збійка відбулася у березні 1911, а з 15 липня 1913 року, розпочалася регулярна експлуатація.
Новий тунель Лечберзький базисний тунель, відкрито 15 червня 2007 року, був побудований приблизно в 400 метрах нижче рівня тунелю 1913 року, в рамках проекту AlpTransit.
Компанія BLS AG пропонує транспортування автомобілів тунелем, між станціями Кандерштег і Гоппенштайн. Час в дорозі близько 20 хвилин, пасажири залишаються у своїх автомобілях під час транспортування. У години пік, автомобільне транспортне обслуговування діє в кожному напрямку кожні 7 ½ хвилин.

## Технічні данні
- Довжина: 14'612 метрів
- Висота Північного порталу: 1'200 м над рівнем моря
- Висота Південного порталу: 1'216 м над рівнем моря
- Найвища точка: 1'239,54 над рівнем моря
- Електрифікація: 15 кВ змінного струму
- Ширина колії: 1435 мм
- Кошторисна вартість: 138 млн CHF (рівні цін на 1913)

## Ресурси Інтернету
- AlpenTunnel.de: Katastrophe und Triumph am Lötschbergtunnel [Архівовано 4 березня 2016 у Wayback Machine.]
- Seite der BLS AG zum Autoverlad durch den Tunnel [Архівовано 2 березня 2016 у Wayback Machine.]